# Gianni Fiorellino
Gianni Fiorellino (Mugnano di Napoli, 3 aprile 1982) è un cantautore italiano.

## Carriera

### Gli studi e il primo disco
A 7 anni inizia gli studi di pianoforte; si diploma in seguito in pianoforte ed inizia ad esibirsi in locali e teatri napoletani con successo. A 11 anni è già protagonista del suo primo disco dal titolo E io canto.

### L'ascesa
Dal 1997 in collaborazione con Mario Simeoli della Clacson Records scrive brani musicali e in quell'anno dà vita a C'è una voce in giro. L'anno a seguire produce Dolce pulcino (con Mariano Barba e Vittorio Riva alla batteria) e nel 1999 vince il Festival di Napoli con il paroliere Antonio Casaburi con la canzone "Girasole". In quest'anno riceve anche il "premio Renato Carosone". L'anno successivo il brano farà parte del nuovo disco intitolato Futurosemplice. Nel 2001 incide la sua prima raccolta di brani dai lavori in studio precedenti dal nome Racconti di... vita.

### I due festival di Sanremo
Nel 2002 partecipa al Festival di Sanremo nella sezione Giovani con la canzone Ricomincerei in collaborazione con Antonio Casaburi, arrivando 4º in classifica. Il brano sarà contenuto nel disco Gli amori sono in noi dello stesso anno. Successivamente partecipa al Festival dei Due Mondi di Spoleto come jazzista al pianoforte acustico.  Nel 2003 partecipa nuovamente al Festival di Sanremo con la canzone Bastava un niente, arrivando 5º in classifica. Partecipa nel 2004 al reality show Music Farm su Rai 2. 
Il 15 agosto 2004 registra il suo primo album dal vivo da piazza Diaz a Napoli dal titolo Live Tour (Agosto 2004 Napoli): uscirà tre mesi dopo con 18 brani, tra i quali un inedito. Nel 2005 esce l'album Passion con dieci nuovi brani in collaborazione con artisti Kevin Hettenne, Dodi Battaglia e Mario Reyes.

### Lavori a Napoli
Dal 2006 recita nel musical Masaniello, interpretando il ruolo del protagonista.
Nel 2008 tenta di qualificarsi per l'Eurovision Song Contest 2008 per la Bulgaria, ma non ci riesce per pochi voti. Nello stesso anno dà vita alla sua seconda raccolta intitolata XLMC - Per la mia città, che viene presentata il 27 dicembre in piazza Dante a Napoli.
Nel 2012  esce il nuovo album 30, in occasione del suo trentesimo compleanno e l'anno successivo pubblica il suo secondo live dal titolo 30 cum laude (Live in Milan 17.09.2012) con alla chitarra Ciro Manna, al basso Christian Capasso e alla batteria Antonio Muto.
Nel gennaio 2014 la collaborazione con l'autore di sempre Antonio Casaburi e con Vincenzo D'Agostino porta alla distribuzione di un nuovo album di inediti dal titolo Sangue napoletano, quasi tutto in napoletano.

### Il sodalizio con Vincenzo D'Agostino
Nel dicembre 2015, con la firma di Vincenzo D'Agostino, esce il disco in lingua napoletana Io mantengo le promesse su etichetta Zeus Records con Lele Melotti alla batteria.
Nel gennaio 2017 prende parte alla sceneggiata Zappatore, un progetto di Nino D'Angelo in ricordo di Mario Merola, essendo così impegnato a teatro insieme a Francesco Merola, per la regia di Bruno Garofalo.
Il 3 ottobre dello stesso anno pubblica il suo nuovo lavoro discografico quasi tutto in lingua napoletana, intitolato Overo se po' ffa', distribuito dalla Zeus Records e che vede di nuovo alla batteria Lele Melotti.
Il 18 settembre 2018 pubblica il singolo fuori disco L'unica femmena, via Zeus Records, con testo di Vincenzo D'Agostino, musica e arrangiamenti dello stesso cantautore e con il ritorno alla batteria di Mariano Barba.
Il 4 aprile 2019 pubblica il blu-ray/doppio live Overo se po' ffa' Live Palapartenope, distribuito anch'esso dalla Zeus Records, tratto dal suo spettacolo nel teatro-tenda di Fuorigrotta il 10 novembre 2018, che registra il sold-out a pochi mesi dall'annuncio. Il live vede sul palco musicisti come Mariano Barba (batteria), i due musicisti di Peppino Di Capri Pasquale De Angelis (basso) e Antonio Balsamo (tastiere), i giovani Guido Della Gatta e Raffaele Salapete (chitarre). 
Il 5 novembre dello stesso anno annuncia il nuovo disco Sono sempre io, che sarà distribuito dalla Mea Sound dal 9 dicembre. Il disco contiene i singoli "Malatia" (con Franco Ricciardi) e "Tre rose rosse" che lo anticipano ampiamente, com'è stato comunicato dall'annuncio di un nuovo concerto-spettacolo al teatro Palapartenope di Napoli, dal titolo Sono sempre io - Da un viaggio lungo una vita, che si  è tenuto l'11 gennaio 2020.
Da questo concerto è estratto il singolo "Nun riattacca'" che precede il disco live in fase di lavorazione durante il periodo di stop causato dalla pandemia Covid-19.
In attesa della ripresa dell'attività live fermata dalle disposizioni restrittive che vigono in Italia, Gianni pubblica il singolo homemade "Nisciuna nuttata nun po' maie ferni'" che vede il cantautore anche alla batteria.
Il 31 marzo 2021 annuncia il suo tredicesimo disco C'era una volta Peter Pan in uscita in anteprima il 12 aprile sulla sua pagina Facebook. Il 13 aprile via Zeus Record viene pubblicato il disco accompagnato dal DVD del live al Palapartenope del gennaio 2020 Sono sempre io - da un viaggio lungo una vita e dal singolo "Carme'". L'album contiene anche il brano pubblicato quasi un anno prima "Nisciuna nottata nun po' male ferni'". In questo lavoro discografico oltre alla presenza di Mariano Barba in 5 brani, c'è anche Steve Ferrone in "Chillo è sempe 'o stesso", opentrack, e in "Un bravo attore".
31 maggio  2024 si esibisce "per la prima volta" nello stadio Diego Armando Maradona registrando circa 17.000 spettatori. A seguire esce su Prime Video il suo Docufilm "ASPETTAMI STANOTTE" con la regia di Luciano Filangieri.

## Discografia
- 1993 - E io canto
- 1997 - C'è una voce in giro
- 1998 - Dolce pulcino
- 1999 - Favole
- 2000 - Futurosemplice
- 2002 - Gli amori sono in noi
- 2005 - Passion
- 2012 - 30
- 2014 - Sangue napoletano
- 2015 - Io mantengo le promesse
- 2017 - Overo se po' ffa
- 2019 - Sono sempre io
- 2021 - C'era una volta Peter Pan
- 2025 - Vai

### Live
- 2004 - Live Tour (Agosto 2004 Napoli)
- 2013 - 30 cum laude (Live in Milan 17/09/2012)
- 2019 - Overo se po' ffa Live Palapartenope

### Raccolte
- 2001 - Racconti... di vita
- 2008 - XLMC Per la mia città

## Teatro
- Masaniello il musical, regia di Tato Russo (2007)
- Zappatore, regia di Bruno Garofalo (2017)

## Partecipazioni al Festival di Sanremo
- Festival di Sanremo 2002 con Ricomincerei (Casaburi - Fiorellino) - 4º posto Nuove Proposte;
- Festival di Sanremo 2003 con Bastava un niente (Casaburi - Fiorellino) - 5º posto Nuove Proposte;[1]